# Bloemfontein Golf Club
De Bloemfontein Golf Club is een golfclub in Bloemfontein, Zuid-Afrika. De golfclub is opgericht in 1895 en heeft een 18-holes golfbaan met een par van 72.
De golfbaan werd oorspronkelijk gebouwd door de golfbaanarchitect Bob Grimsdell en recent verbouwd door Peter Matkovich.

## Golftoernooien
- South African Masters: 1961
- South African Amateur Strokeplay Championship: 1975
- Vodacom Origins of Golf Tour: 2005, 2006, 2008 & 2009
- Vodacom Series: 1997-2000